# Rhaphium sagittiferum
Rhaphium sagittiferum är en tvåvingeart som beskrevs av Vaillant 1983. Rhaphium sagittiferum ingår i släktet Rhaphium och familjen styltflugor.
Artens utbredningsområde är Frankrike. Inga underarter finns listade i Catalogue of Life.